# Neurocordulia alabamensis
Neurocordulia alabamensis är en trollsländeart som beskrevs av Ronald W. Hodges 1955. Neurocordulia alabamensis ingår i släktet Neurocordulia och familjen skimmertrollsländor. IUCN kategoriserar arten globalt som livskraftig. Inga underarter finns listade i Catalogue of Life.